# Brad Parks (tenista)
Brad Alan Parks (* 2. dubna 1957 Orange) je bývalý americký lyžař a tenista. Vytvořil tenis vozíčkářů jako sport.

## Kariéra
Parks se nejprve věnoval akrobatickému lyžování, tenis hrál pouze příležitostně. Ve věku 18 let ale v roce 1976 upadl na závodech a přivodil si zranění, na jehož následky ochrnul na spodní polovinu těla.
Při rehabilitaci ve středisku v kalifornském Downey se setkal s handicapovaným sportovcem Jeffem Minnebrakerem a spolu vymysleli tenis na vozíčku. V té době bylo možné věnovat se na vozíčku pouze atletice a basketbalu. Spolupráci Parkse s Minnebrakerem tenisový novinář Andrew Friedman přirovnal k partnerství Johna Lennona s Paulem McCartneyem nebo Steva Jobse se Stevem Wozniakem. Minnebraker se věnoval i konstruování vozíků a spolu zkonstruovali a pod značkou Quadra vyráběli model vozíků pro tenis.
V roce 1980 Parks patřil k zakládajícím členům americké nadace tenisu vozíčkářů (anglicky National Foundation of Wheelchair Tennis, NFWT) a k zakladatelům prvního okruhu turnajů, který vrcholil národním šampionátem v kalifornském Irvine. Sám Parks byl 18 let předsedou organizačního výboru tohoto turnaje, který se už pod názvem US Open stal první mezinárodní akcí v tenisu vozíčkářů vůbec. Zároveň se věnoval propagaci tenisu vozíčkářů pomocí letáků nebo exhibic v parcích, na parkovištích nebo ve školách. Exhibiční utkání sehrál i s největšími hvězdami světového tenisu, jako byli Rod Laver, Roscoe Tanner, John Newcombe nebo Charlie Pasarell.
Parks se sám tenisu vozíčkářů úspěšně věnoval, v letech 1980 až 1989 byl jeho světovou jedničkou. Sám vyhrál třikrát americké mistrovství v Irvine. Sport samotný se roku 1992 stal paralympijským sportem a při jeho premiéře na hrách v Barceloně Parks spolu s Randym Snowem vyhrál zlatou medaili ve čtyřhře. Svou aktivní kariéru ukončil v roce 1997 a poté se dál věnoval rozšiřování tenisu vozíčkářů po celém světě.
V roce 1988 se stal prvním předsedou nově založené Mezinárodní federace tenisu vozíčkářů (IWTF).

## Ocenění
V roce 2010 byl uveden do Mezinárodní tenisové síně slávy, a to jako první tenista vozíčkář v její historii.
V roce 2016 ho Mezinárodní tenisová federace při příležitosti 40 let od vzniku tenisu vozíčkářů vyznamenala svým nejvyšším oceněním, Cenou Philippa Chatriera.
Mezinárodní tenisová federace již od roku 1993 uděluje cenu pojmenovanou po Parksovi osobnostem tenisu vozíčkářů, přičemž sám Parks se stal jejím prvním nositelem. Podobně Americká tenisová asociace USTA od roku 2002 uděluje významným osobnostem tenisu vozíčkářů cenu, která nese Parksovo jméno.